# Horton (Northamptonshire)
Horton – wieś w Anglii, w hrabstwie Northamptonshire, w dystrykcie (unitary authority) West Northamptonshire. Leży 9 km na południowy wschód od miasta Northampton i 89 km na północny zachód od Londynu. W 2010 miejscowość liczyła 433 mieszkańców.